# Этаж

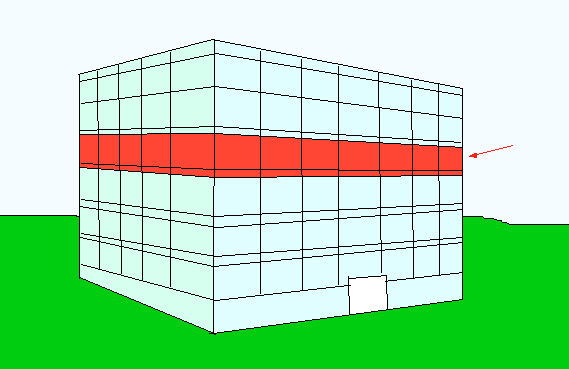
Этаж.

Этаж (от фр. étage), или уровень — часть пространства здания между двумя горизонтальными перекрытиями (между полом и потолком), где располагаются помещения; уровень здания над (или под) уровнем земли (грунта).
В других источниках указано что Эта́ж (м. фрнц.) ряд, по уровню, один над другим; прясло (в мск. гостинном дворе), ярус, связь, и совокупность комнат каждого из горизонтальных рядов помещений, из которых состоит здание. Лучший этаж, обыкновенно второй, в жилом помещении — Бель-этаж.

## Этажность
Здания часто классифицируются по количеству этажей. Этажность — количество надземных этажей, в том числе технического этажа, мансардного, а также цокольного этажа, если верх его перекрытия находится выше средней планировочной отметки земли не менее чем на два метра. Количество этажей — все этажи, включая подземный, подвальный, цокольный, надземный, технический, мансардный и другие. Термин «количество этажей» закреплен в Градостроительном кодексе России в качестве критерия необходимости проведения государственной экспертизы проектной документации и не может заменяться термином «этажность». Это уточнение эффективно лишь при определении необходимости проведения государственной экспертизы проекта. В ряде случаев понятие «этажность» применяется при уточнении возможности изменения характеристик зданий, расположенных в «зоне исторической застройки» при проведении реконструкции или реставрации.
В высотных зданиях обычно присутствуют дополнительные системы обеспечения безопасности, например, системы пожаротушения и незадымляемые лестничные клетки, наличие которых регулируется строительными нормативными документами (в России это СНиПы).

## Типы этажей
- Этаж цокольный — этаж с отметкой пола помещений ниже отметки земли на высоту не более половины высоты помещений, которые в нём расположены.
- Этаж подвальный — этаж с отметкой пола помещений ниже отметки земли более чем на половину высоты помещений.
- Этаж подземный — этаж, отметка пола которого находится ниже уровня отметки земли.
- Этаж надземный — этаж с отметкой пола помещений не ниже отметки земли.
- Этаж технический — этаж для размещения инженерного оборудования и прокладывания коммуникаций; может быть в нижней (техническое подполье), верхней (технический чердак) или средней части здания.
- Этаж мансардный (мансарда) — этаж в чердачном пространстве, фасад которого полностью или частично создан поверхностью (поверхностями) наклонённой или ломаной крыши.

## Геометрические характеристики
Высота каждого этажа равна вертикальному расстоянию от уровня пола данного этажа до уровня пола вышележащего этажа. Типовые высоты этажей в жилых зданиях принимаются, как правило, 2.7 м. Этажи в одном здании не всегда одинаковы по высоте, например, часто вестибюль в общественных зданиях значительно большей высоты, чем обычные этажи.
В некоторых домах жилая площадь может располагаться и на дополнительных этажах: на мансарде, в подвале. В случае многоуровневых домов такой дом обычно делится на две части, смещённые друг от друга на пол-этажа.
Существуют также многоуровневые парковки.

## Нумерация этажей в разных странах
| Кол-во уровней над уровнем земли            | Европа, Австралия и Азия | США, Канада, Норвегия                                                                            | Бывший СССР, некоторые страны Азии | Япония и Корея | Индия          |
| ------------------------------------------- | ------------------------ | ------------------------------------------------------------------------------------------------ | ---------------------------------- | -------------- | -------------- |
| 4 уровня над основным этажом                | 4 («4-й этаж»)           | 5 («5-й этаж»)                                                                                   | 5 («5-й этаж»)                     | 5F или 6F      | 4 («4-й этаж») |
| 3 уровня над основным этажом                | 3 («3-й этаж»)           | 4 («4-й этаж»)                                                                                   | 4 («4-й этаж»)                     | 4F или 5F      |                |
| 2 уровня над основным этажом                | 2 («2-й этаж»)           | 3 («3-й этаж»)                                                                                   | 3 («3-й этаж»)                     | 3F или 4F      |                |
| 1 уровня над основным этажом                | 1 («1-й этаж»)           | 2 («2-й этаж»)                                                                                   | 2 («2-й этаж»)                     | 2F или 3F      |                |
| Основной этаж (на уровне входа в помещение) | 0, G («Наземный этаж»)   | 1, L, G, RC («1-й этаж», «Лобби», «Наземный этаж» (ground floor) или «Rez-de-chausee» в Квебеке) | 1 («1-й этаж»)                     | 1F или 2F      |                |
| Частично ниже основного этажа               | LG («Lower Ground»)      | LL («Lower Lobby» или «Lower Level»)                                                             | 0 («Semi-Basement»)                | GF или 1F      |                |
| 1 Полностью под уровнем основного этажа     | −1, B1 («1-й подвал»)    | −1, B1 («Basement 1» или «Basement»)                                                             | −1, B1 («1st Basement»)            | B1F            |                |
| 2 уровня под уровнем основного этажа        | −2, B2 («2nd Basement»)  | −2, B2 («Basement 2», или «Sub-basement»)                                                        | −2, B2 («2nd Basement»)            | B2F            |                |
| 3 уровня под уровнем основного этажа        | −3, B3 («3rd Basement»)  | −3, B3 («Basement 3», или «Sub-sub-basement»)                                                    | −3, B3 («3rd Basement»)            | B3F            |                |

Разница в нумерации этажей связана с тем, что в странах Европы исторически основной этаж был немного врыт в землю. Хотя в современных домах, особенно многоэтажных, это уже далеко не так, традиционная система нумерации сохраняется до настоящего времени, и основной этаж считается «нулевым» или «наземным», а первым считается следующий за ним этаж.
В отдельных случаях существуют исключения из вышеупомянутых правил. В частности, в многоэтажных зданиях США и Канады нередко избегают иметь 13-й этаж, то есть за 12-м сразу следует 14-й. В Японии и Китае нередко избегают давать этажам номера, включающие цифру 4, из-за созвучия со словом «смерть».